# Archaeohyrax
Archaeohyrax — рід вимерлих нотунгулятних ссавців, відомих із середнього еоцену до олігоцену в Аргентині та Болівії.

## Опис
Голотип типового виду, A. patagonicus, являє собою череп із високою, тупою мордою та висококоронковими щічними зубами. Якщо порівняти череп із черепом на вигляд подібних даманів, то виявилося, що останки мають на увазі невелику тварину довжиною близько 45 сантиметрів. Скам'янілості Archaeohyrax були знайдені в формаціях Сарм'єнто, Агуа-де-ла-П'єдра та Десеадо в Аргентині та у формації Салла басейну Салла-Лурібай у Болівії.